# Through the Clouds (film 1910)
Through the Clouds è un cortometraggio muto del 1910. Il nome del regista non viene riportato nei credit del film, un thriller interpretato da Charles Ogle, Herbert Prior e Laura Sawyer.

## Produzione
Il film fu prodotto dalla Edison Manufacturing Company.

## Distribuzione
Distribuito dalla General Film Company, il film - un cortometraggio in una bobina - uscì nelle sale cinematografiche statunitensi il 23 novembre 1910.